# Rodrigo Pandolfo
Rodrigo Pandolfo (Três de Maio, 24 de julho de 1984) é um ator brasileiro.

## Biografia
Nascido em Três de Maio - RS, Rodrigo se mudou com a mãe para Primavera do Leste, no Mato Grosso, aos três anos. Aos 12, assistiu ao espetáculo Auto da Barca do Inferno de Gil Vicente, e resolveu ingressar na companhia de teatro de sua escola. Com 15 anos, foi para o Rio de Janeiro para seguir a carreira de ator. Ao finalizar o ensino médio, matriculou-se na escola de teatro Tablado em 2000, onde teve aulas com Leonel Fisher. Formou-se em 2003 na Casa das Artes de Laranjeiras e em 2007 em artes cênicas pela Univercidade. 
Começou a carreira no teatro. Na peça Cine-Teatro Limite, foi indicado ao Prêmio Shell. Nos anos seguintes, participou das peças Bent, Valentin e Pão com Mortadela. No ano de 2009, ganhou notoriedade ao interpretar Moritz no musical O Despertar da Primavera, com direção de Charles Möeller e Claudio Botelho. A peça é uma adaptação do músical da broadway Spring Awakening. Pela peça, foi considerado um dos principais jovens atores do Brasil e foi novamente finalista do Prêmio Shell. Participou também da peça R&J, ao lado de João Gabriel Vasconcellos.
Na televisão, participou da minissérie Santos Dumont - O Desafio do Ar e, no ano seguinte, da novela Paraíso Tropical. No ano de 2010, deu continuidade a sua carreira na televisão fazendo participações nas séries Mulher de Fases e Afinal, o Que Querem as Mulheres?. No mesmo ano, fez sua estreia no cinema na adaptação da obra de Ziraldo, Uma Professora Muito Maluquinha que contava com Paola Oliveira no papel principal. Em 2012, participou da sua primeira novela Cheias de Charme, como o personagem Humberto. Com o papel, ficou conhecido em todo o país. No ano seguinte, esteve na minissérie da MTV Brasil, A Menina Sem Qualidades, juntamente com Bianca Comparato.
Em 2013, invadiu as salas de cinema do Brasil com três longas lançados quase simultaneamente. O primeiro foi Faroeste Caboclo, em que interpreta Beto, um integrante da gangue de Jeremias. Depois vieram as comédias Minha Mãe É Uma Peça e O Concurso, como Juliano e Bernardo, respectivamente. No primeiro, faz um dos filhos de Dona Hermínia, interpretada por Paulo Gustavo. No outro, interpreta Bernardo, um dos quatro finalistas de um concurso público para juiz federal, que tem uma antiga relação com a personagem de Sabrina Sato. Participou também do curta Sorria! Você Está Sendo Filmado e do filme Eu Não Faço a Menor Ideia do Que Eu Tô Fazendo Com a Minha Vida, que apesar de já ter sido lançado no Festival de Gramado, chega aos cinema apenas em agosto de 2013. Em 2014 interpretou Shin-Soo um irreverente repórter coreano na novela da Rede Globo Geração Brasil. Quase no fim da trama se dividiu em dois, pois deu vida ao o irmão gêmeo, o misterioso Chang. Ainda em 2014 atuou como diretor da peça de teatral A Moça da Cidade. Em 2017, protagoniza a série Prata da Casa. Em 2018, atua na série Rua Augusta da TNT, entra para o elenco da quarta temporada de O Negócio, atua em duas peças de teatro: P. I. — Panorâmica Insana e  Concerto Para João

## Filmografia

### Televisão
| Ano  | Título                            | Papel                        | Nota                      |
| ---- | --------------------------------- | ---------------------------- | ------------------------- |
| 2006 | Santos Drumont - O Desafio do Ar  | Santos Drumont               | Quadro do Fantástico      |
| 2007 | Paraíso Tropical                  | Fotógrafo Felipe             | Episódio: "12 de junho"   |
| 2010 | Histórias do Brasil               | Manuel Correia               | Episódio: "Ouro e Cobiça" |
| 2010 | Afinal, o Que Querem as Mulheres? | Zing                         |                           |
| 2011 | Tapas & Beijos                    | Romildo                      |                           |
| 2011 | Mulher de Fases                   | Gilberto                     |                           |
| 2012 | Cheias de Charme                  | Humberto Jordão              |                           |
| 2013 | A Menina Sem Qualidades           | Alex                         |                           |
| 2013 | Agora Sim!                        | Alex Crepaldi                |                           |
| 2013 | A Mulher do Prefeito              | Micróbio                     |                           |
| 2013 | Junto & Misturado                 | Rodrigo                      |                           |
| 2014 | Geração Brasil                    | Shin-Soo/Chang-Soo           |                           |
| 2016 | De Perto Ninguém é Normal         | Panda                        |                           |
| 2017 | Prata da Casa                     | Sérgio Henrique Ribeiro (SH) |                           |
| 2017 | País Irmão                        | Rafael (Rafa)                |                           |
| 2018 | Rua Augusta                       | Emilio                       |                           |
| 2018 | O Negócio                         | Camilo                       |                           |
| 2018 | Samantha!                         | Tico                         |                           |
| 2019 | Vítima Digitais                   | Fernando (Nando)             |                           |
| 2021 | 5x Comédia                        | Chefe                        | Episódio: "Sexo Online"   |
| 2021 | Verdades Secretas II              | Benjamin (Benji)             |                           |
| 2023 | A Vida pela Frente                | Ricardo                      |                           |

### Cinema
| Ano  | Título                                                          | Papel                       | Nota           |
| ---- | --------------------------------------------------------------- | --------------------------- | -------------- |
| 2010 | Sorria! Você Está Sendo Filmado                                 | Entregador de Pizza         | Curta-metragem |
| 2011 | Uma Professora Muito Maluquinha                                 | Pedro Poeta                 |                |
| 2012 | Eu Não Faço a Menor Ideia do Que Eu Tô Fazendo Com a Minha Vida | Guilherme                   |                |
| 2013 | Faroeste Caboclo                                                | Beto                        |                |
| 2013 | Minha Mãe é Uma Peça - O Filme                                  | Juliano Amaral Vieira       |                |
| 2013 | O Concurso                                                      | Bernardo                    |                |
| 2016 | Vai que Dá Certo 2                                              | Jorge                       |                |
| 2016 | Minha Mãe É Uma Peça 2                                          | Juliano Amaral Vieira       |                |
| 2016 | Elis                                                            | Nelson Motta                |                |
| 2017 | João, O Maestro                                                 | João Carlos Martins (jovem) |                |
| 2018 | Chacrinha: O Velho Guerreiro                                    | Jorge                       |                |
| 2019 | Minha Mãe É Uma Peça 3                                          | Juliano Amaral Vieira       |                |
| 2022 | O Palestrante                                                   | Flávio                      |                |

## Teatro
| Ano  | Título                                      | Papel               | Nota                  |
| ---- | ------------------------------------------- | ------------------- | --------------------- |
| 2003 | Pano de Boca                                | —                   |                       |
| 2003 | As Bruxas de Salem                          |                     | Assistente de direção |
| 2006 | Cine-Teatro Limite                          | Sábato              |                       |
| 2006 | Bent                                        | Rudy                |                       |
| 2007 | Valetin                                     | —                   |                       |
| 2008 | Pão com Mortadela                           | —                   |                       |
| 2009 | O Despertar da Primavera                    | Moritz              |                       |
| 2011 | R&J de Shakespeare - Juventude Interrompida | Julieta             |                       |
| 2014 | A Moça da Cidade                            |                     | Diretor               |
| 2015 | Galileu Galilei                             | Andreas             |                       |
| 2016 | Céus                                        | Vincent Chef-Chef   |                       |
| 2018 | P. I. - Panorâmica Insana                   | Vários personagens  |                       |
| 2018 | Concerto Para João                          | João Carlos Martins |                       |
| 2022 | Alaska                                      | Henry               | Também diretor        |

### Videoclipe
| Ano  | Música      | Artista       | Ref    |
| ---- | ----------- | ------------- | ------ |
| 2014 | Alma Sebosa | Johnny Hooker | [ 41 ] |

## Prêmios & indicações
| Ano  | Prêmio                             | Categoria                   | Trabalho indicado                                  | Resultado |
| ---- | ---------------------------------- | --------------------------- | -------------------------------------------------- | --------- |
| 2008 | Prêmio Shell                       | Melhor Ator                 | Cine Teatro Limite                                 | Indicado  |
| 2009 | Prêmio APTR                        | Melhor Ator                 | Cine Teatro Limite                                 | Indicado  |
| 2009 | Prêmio Qualidade Brasil            | Melhor Ator Teatral Musical | O Despertar da Primavera                           | Indicado  |
| 2010 | Prêmio Shell                       | Melhor Ator                 | O Despertar da Primavera                           | Indicado  |
| 2010 | Prêmio APTR                        | Melhor Ator Coadjuvante     | O Despertar da Primavera                           | Venceu    |
| 2011 | Prêmio Italo Rossi do FITA         | Melhor Ator                 | R&J de Shakespeare - Juventude Interrompida        | Venceu    |
| 2012 | Prêmio APTR                        | Melhor Ator                 | R&J de Shakespeare - Juventude Interrompida        | Indicado  |
| 2012 | Prêmio Quem de Televisão           | Melhor Revelação            | Cheias de Charme                                   | Indicado  |
| 2014 | Prêmio Extra de Televisão          | Melhor Ator Coadjuvante     | Geração Brasil                                     | Indicado  |
| 2015 | Prêmio Aplauso Brasil de Teatro    | Melhor Ator Coadjuvante     | Galileu Galilei                                    | Indicado  |
| 2017 | Prêmio Botequim Cultural de Teatro | Melhor Ator Coadjuvante     | Céus                                               | Pendente  |
| 2018 | Prêmio Platino                     | Melhor Ator de Série        | Prata da Casa                                      | Indicado  |
| 2018 | Prêmio APCA                        | Melhor Ator de Teatro       | PI – Panorâmica Insana                             | Pendente  |
| 2018 | Prêmio Aplauso Brasil de Teatro    | Melhor Elenco               | PI – Panorâmica Insana                             | Indicado  |
| 2023 | Prêmio Shell de Teatro - SP        | Melhor Ator                 | F.E.T.O (Estudos de Doroteia Nua Descendo a Escada | Pendente  |